# Refsbøl Mølle
Refsbøl Mølle er en jordstående hollandsk vindmølle med gennemkørsel. Møllen, der er opført i 1884, som erstatning for en nedbrændt forgænger, består af en ottekantet overbygning med spåntækning på et fundament af kampesten. Den krøjes manuelt. Vingerne har hækværk til sejl, og  hatten er løgformet og beklædt med pap. Driften ophørte i 1963. 
.  
 
Møllen er på et tidspunkt blevet tilføjet et  krøjehjul med kæde, som er en forberedelse til  automatisk selvkrøjning. Dvs. man har forsynet hatten med en "tandkrans", men sparet vindrosen. Man kunne så indtil der blev råd til vindrosen krøje møllen med krøjehjulet, som fungerede således, at man ved at trække i kæden fik hjulet og hatten til at dreje. Dette såkaldte amerikanske krøjeværk er sjældent i Europa.
Der er bevaret noget inventar fra dens tid i drift. Møllen er i 2025 ikke funktionsdygtig, men foreningen har sørget for den nødvendige vedligeholdelse.